# 沈尹默旧居

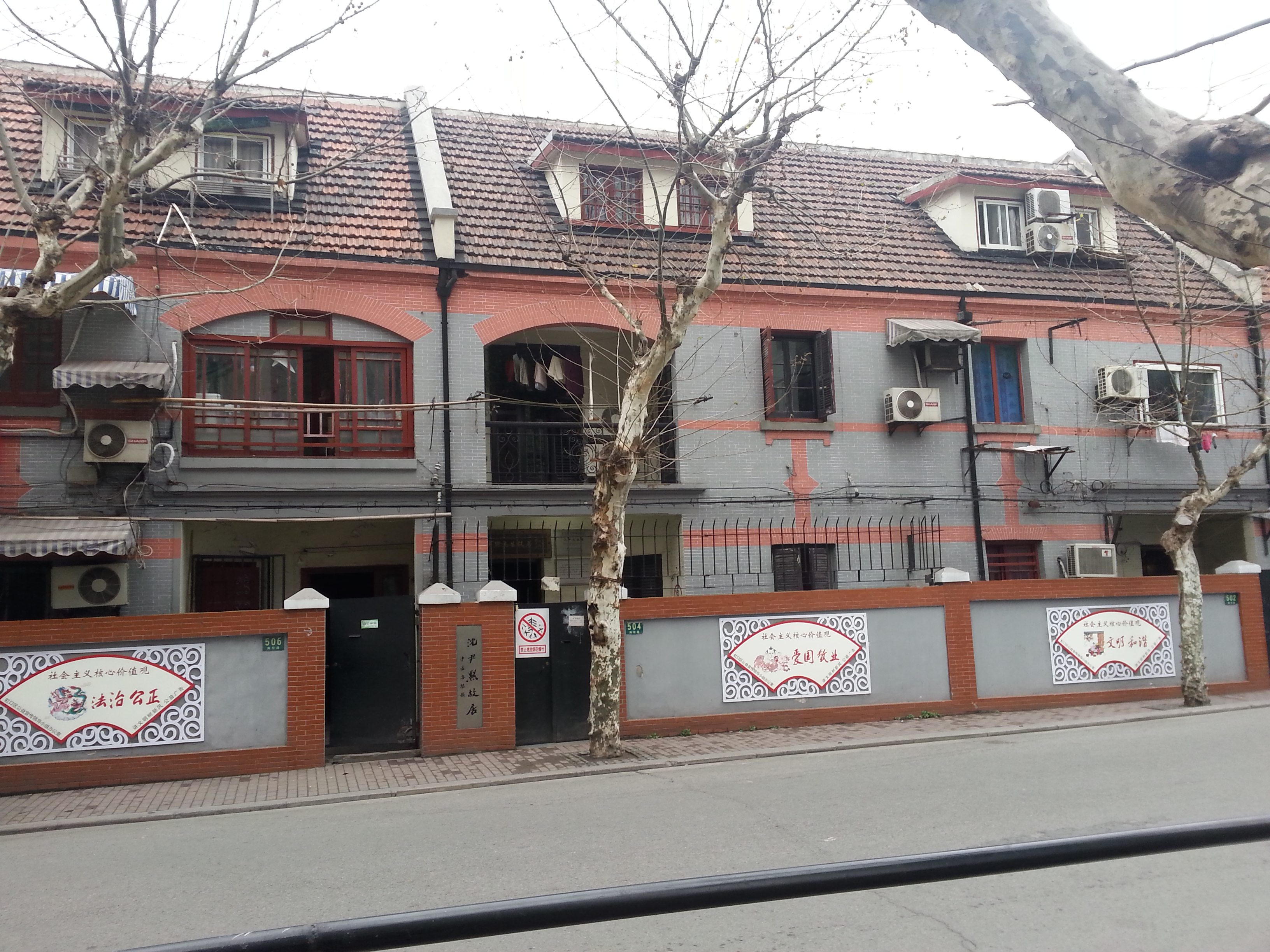

沈尹默旧居是中国上海的一处名人故居。

## 历史
位于虹口区四川北路街道海伦路西段的504号，介于溧阳路与邢家桥北路之间，在浙兴里南侧。海伦路的这一段两侧为日本人修建的日式楼房，共有33幢，两端设门，俗称“东洋街”，禁止中国人入内。1946年日本侨民被驱逐后，新文化运动先驱、书法家、诗人沈尹默居住在504号，直至1971年去世。面积190余平方米。
2014年4月4日，沈尹默旧居被列为第八批上海市文物保护单位 。 

## 交通
- 上海轨道交通10号线海伦路站

## 营业时间
- 每周二：上午九点至下午四点